# Makier
Makier (Eulemur) är ett släkte i familjen lemurer som i sin tur tillhör ordningen primater. Enligt en studie från 2008 listas 12 arter i släktet.

## Utseende
Kroppens längd ligger mellan 30 och 45 centimeter och därtill kommer en 45 till 65 centimeter lång svans. Vikten ligger mellan en och tre kilogram. Som ett undantag når brun maki en kroppslängd (utan svans) upp till 50 centimeter och en vikt upp till 4,2 kilogram. Hos de flesta arterna finns en utpräglad könsdimorfism där hannar har en annan färg än honor. Pälsens grundfärg är vanligen brun eller grå, huvudet är mörkt och buken är ljusare. De stora ögonen är med undantag av arten blåögd maki (Eulemur flavifrons) orangegula.
Hos honornas två par spenar används troligtvis endast det främre paret för digivning. I motsats till hanar av ringsvanslemur och av varier har släktets hanar hår på sitt scrotum. Körtlarna som hittas på ringsvanslemurens och halvmakiernas armar saknas hos Eulemur. Istället har släktets arter körtlar vid sin anus som fattas hos nästan alla andra lemurer. Släktet skiljer sig även i flera detaljer av kraniets och tändernas konstruktion från andra lemurer. Till exempel är den tredje molaren i varje käkhalva förminskad.

## Utbredning och habitat
Makier förekommer nästan på hela Madagaskar. De saknas bara i bergstrakter i öns centrum. Habitatet utgörs av torra skogar och regnskogar. De kan i viss mån anpassa sig till förändrade skogar och ibland besöks angränsande landskap. Arterna Eulemur mongoz och Eulemur fulvus infördes på Komorerna.

## Levnadssätt
Makier kan vara aktiva på dagen och på natten. Ibland beror aktiviteten under natten på månljuset eller årstiden (regntid eller torr period). De vistas vanligen i träd där de antingen går på fyra extremiteter eller hoppar genom att använda svansen för att hålla balansen. Makier vilar sittande eller utsträckt på en vågrät gren.
Det sociala beteende beror på arten, medan några arter som mormaki och brun maki bildar flockar med flera vuxna hanar och honor finns hos andra arter monogama par (till exempel mungomaki) som bildar familjegrupper med sina ungar. I flockarna förekommer enligt aktuell bedömning ingen hierarki. Flockarna har allmänt upp till 30 medlemmar men antalet kan variera från dag till dag. Grupperna markerar revirets gränser med sekret från sina analkörtlar men territorierna överlappar varandra. Träffar två främmande flockar på varandra så visas missnöjet med skrik och kroppsspråk.
Födan utgörs främst av växtämnen som frukter, blommor och blad men varierar beroende på art, levnadsområde och årstid. Några släktmedlemmar kompletterar födan med bark eller nektar. I mindre mått äter de även smådjur som insekter, spindlar och mångfotingar.

## Fortplantning
Honor av makier är dräktiga i cirka 4,5 månader och sedan föds mellan augusti och oktober (kort före regntiden) ett eller två ungdjur. Ungen klamrar sig fast vid honans buk och senare även på moderns rygg. Hos rödbukad maki och kanske även hos andra arter kan även fadern bära ungdjuret. Efter ungefär fem månader sluter honan att ge di och ungdjuret är efter ett och ett halvt år könsmoget. Ungen väger vid födelsen oftast 60 till 70 gram. När ägget inte befruktas blir honan varje månad för en eller två dagar brunstig.
I djurparker kan individer leva upp till 39 år.

## Hot
Arternas naturliga fiender är fossa och andra rovdjur på Madagaskar samt rovfåglar. Det största hotet utgörs däremot av levnadsområdets förstöring genom skogsskövling, svedjebruk och gruvdrift. Vissa arter jagas även för köttets skull. Beståndet för alla arter minskar. IUCN listar nästan alla arter som starkt hotade (EN) eller sårbar (VU), endast brun maki och Eulemur rufifrons listas som nära hotad (NT).

## Systematik
Släktet makier tillhör familjen lemurer. Släktet Eulemur etablerades 1988 av Simons och Rumpler, tidigare räknades arter i samma släkte som ringsvanslemuren, Lemur. De liknar denna art i skelettbyggnaden, men de är inte närmare släkt med den. Ungefär samtidig publicerades en studie av Groves & Eaglen som likaså visade att arterna inte tillhör släktet Lemur. I denna avhandling fick det nya släktet det vetenskapliga namnet Petterus. De flesta efterföljande verk och IUCN godkänner däremot namnet Eulemur.
Flera populationer som tidigare klassificerades som underarter listas idag som arter. Enligt Mittermeier et al. (2008) bildas släktet av 12 arter:

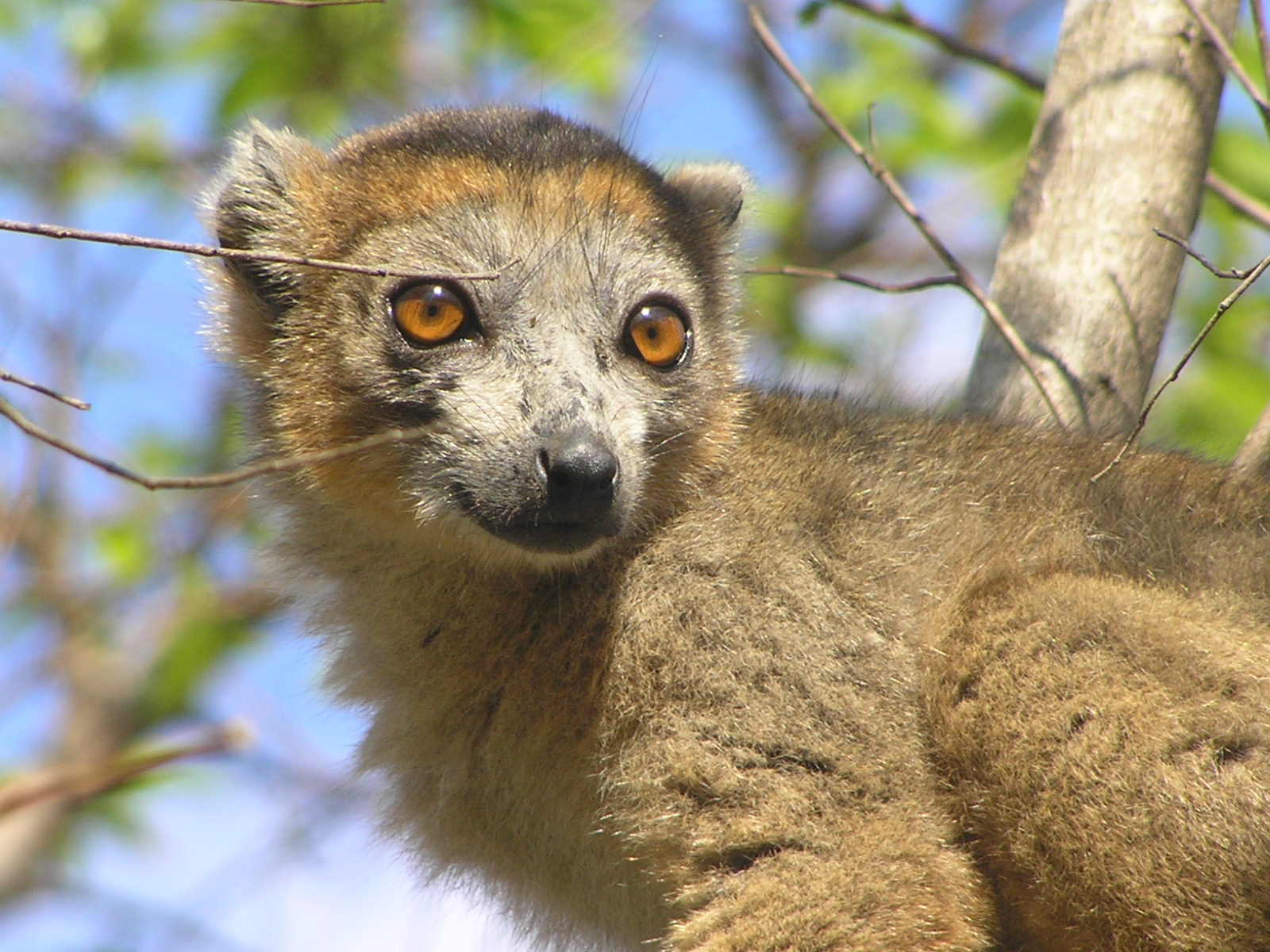
En kronmaki

- vitpannad maki (Eulemur albifrons)
- vitkragemaki (Eulemur cinereiceps, tidigare E. albocollaris)
- kragmaki (Eulemur collaris)
- kronmaki (Eulemur coronatus)
- blåögd maki (Eulemur flavifrons)
- brun maki (Eulemur fulvus)
- mormaki (Eulemur macaco)
- mungomaki (Eulemur mongoz)
- rödbukad maki (Eulemur rubriventer)
- Eulemur rufifrons
- rödbröstad maki (Eulemur rufus)
- sanfordsmaki (Eulemur sanfordi)